# Richard Strahl
Richard Strahl (* 25. Juni 1884 in Marburg; † 6. April 1957 in Speyer) war ein deutscher Verwaltungsjurist und Ministerialbeamter.

## Leben
Nach dem Schulbesuch begann Strahl Rechtswissenschaft an der Philipps-Universität Marburg zu studieren. 1902 wurde er im Corps Teutonia Marburg aktiv. Als Inaktiver wechselte er an die Hessische Ludwigs-Universität. Er bestand 1906 das Referendarexamen und 1911 die Prüfung als Gerichtsassessor. 1907 wurde er zum Dr. iur. promoviert. Ab 1914 nahm Strahl am Ersten Weltkrieg teil. 1915 wurde er Referent beim Reichskommissar zur Erörterung von Gewalttätigkeiten gegen deutsche Zivilpersonen im Feindesland. 1917/18 war er als kommissarischer Hilfsarbeiter in der Nachrichtenabteilung der Auswärtigen Abteilung tätig. Von 1918 bis 1933 amtierte Strahl als Leiter der Reichszentrale für Heimatdienst, einer mit politischer Informations- und Bildungsarbeit betrauten Behörde der Reichsregierung. In dieser Stellung wurde er 1923 zum Oberregierungsrat und 1926 zum Ministerialrat befördert. Während der Deutschen Besetzung Frankreichs leitete Strahl die Zweigstelle des Rechnungshofs des Deutschen Reiches in Metz. Nach dem Zweiten Weltkrieg amtierte Strahl als Leiter des Rechnungshofes von Rheinland-Pfalz in Speyer. Strahls Nachlass besteht im Wesentlichen aus drei Manuskripten und wird unter der Signatur N 1789 im Bundesarchiv (Deutschland) verwahrt.
Verheiratet war er seit 1925 mit Felicitas geb. Wilde aus Berlin. Mit ihr hatte er zwei Töchter.

## Schriften
- Grundsätze der Volksaufklärung, 1923.
- Aufgaben und Ziele der staatspolitischen Aufklärungsarbeit, 1928.
- Politisches ABC, des Saar-, Grenz- und Auslandsdeutschtums, 1934.
- Die Reichszentrale für Heimatdienst. Bericht über die Entstehung und Tätigkeit der staatlichen politischen Volksaufklärung in der Weimarer Republik, ca. 1956. (ungedrucktes Manuskript)
- Schicksal in der Zeitenwende, ca. 1956. (Autobiographisches Manuskript)